# آی. استنفورد جالی
آی. استنفورد جالی (انگلیسی: I. Stanford Jolley؛ ‏ ۲۴ اکتبر ۱۹۰۰ – ۷ دسامبر ۱۹۷۸) بازیگر اهل ایالات متحده آمریکا بود.
از فیلم‌هایی که وی در آن‌ها نقش داشته است، می‌توان به آوای جنگل اشاره نمود.